# Un amour sauvage
Un amour sauvage (Pantanal) est une telenovela brésilienne produite et diffusée entre le 28 mars 2022 et le 7 octobre 2022 sur Globo,.
En France, le feuilleton a été remonté en 120 épisodes de 45 minutes et diffusé entre le 10 février 2023 et 27 juillet 2023 sur Novelas TV , et disponible en intégralité sur 6play entre le 1er avril 2023 et le 31 mars 2024. Elle est également diffusée depuis le 13 avril 2024 sur le réseau La 1ère.

## Synopsis
Joventino, l’un des plus grands agriculteurs du Pantanal, disparaît sans laisser de trace et abandonne son fils, José Leôncio.
Cinq ans plus tard, lors d’un voyage à Rio de Janeiro, José Leôncio tombe amoureux et épouse Madeleine. Les deux déménagent dans le Pantanal, où leur fils, Jove, naît. Madeleine regrette sa vie à la ville et n’accepte pas le sort de solitude qui accompagne le fait d’être femme de fermier. Avec son mari toujours sur la route, elle est obligée de vivre avec Filó, une bonne qu’elle connaît peu et en qui elle n’a pas confiance. Ce que Madeleine ne sait pas, c’est que Filó est une prostituée avec qui José Leôncio a eu une relation lors d’un de ses voyages dans le passé. Madeleine fini par fuir le Ranch en emmenant Jove, encore bébé, dans le manoir de sa famille. Jove grandit loin de son père, tandis que José Leôncio trouve un héritier en Tadeu, le fils de Filó.
Vingt ans plus tard, Jove part à la recherche de son père. Bien qu’heureux de se retrouver, José Leôncio et Jove doivent faire face à leur différence de culture et caractère. Le jeune Jove tombe amoureux de Juma Marruá, la fille de Maria Marruá et Gil. Juma n’ouvre son cœur à personne et a appris de sa mère à se défendre des « hommes-animaux ».

## Distribution

### Rôles principaux
| Acteur/Actrice    | Personnage                              |
| ----------------- | --------------------------------------- |
| Marcos Palmeira   | José Leôncio                            |
| Dira Paes         | Filomena Aparecida (Filó)               |
| Jesuíta Barbosa   | Joventino Novaes Leôncio (Jove)         |
| Alanis Guillen    | Juma Marruá                             |
| Irandhir Santos   | José Lucas Leôncio / José Lucas de Nada |
| Irandhir Santos   | Joventino Leôncio (jeune)               |
| Camila Morgado    | Irma Braga Novaes                       |
| José Loreto       | Tadeu Aparecido Leôncio                 |
| Isabel Teixeira   | Maria (Maria Bruaca)                    |
| Murilo Benício    | Tenório Pereira Santos                  |
| Osmar Prado       | Joventino Leôncio                       |
| Bella Campos      | Ruth de Lourdes (Muda)                  |
| Guito             | Tibério Cavalcante                      |
| Gabriel Sater     | Xeréu Trindade (Trindade)               |
| Juliano Cazarré   | Alcides                                 |
| Silvero Pereira   | Zacarias Araújo do Nascimento (Zaquieu) |
| Selma Egrei       | Mariana Braga Novaes                    |
| Paula Barbosa     | Josefa (Zefa)                           |
| Julia Dalavia     | Maria Augusta (Guta)                    |
| Lucas Leto        | Marcelo                                 |
| Aline Borges      | Zuleica                                 |
| Gabriel Santana   | Renato                                  |
| Cauê Campos       | Roberto                                 |
| Claudio Galvan    | Ari                                     |
| Almir Sater       | Eugênio                                 |
| Thommy Schiavo    | João Zoinho                             |
| Lucci Ferreira    | Davi                                    |
| Mareliz Rodrigues | Matilde                                 |

### Participations spéciales
| Acteur/Actrice            | Personnage                |
| ------------------------- | ------------------------- |
| Juliana Paes              | Maria Marruá              |
| Enrique Díaz              | Gil                       |
| Karine Teles              | Madeleine Braga Novaes    |
| Leandro Lima              | Levi                      |
| Caco Ciocler              | Gustavo Sousa Aranha      |
| Victoria Rossetti         | Nayara                    |
| Marcela Fetter            | Érica Chaguri             |
| Dan Stulbach              | Ibraim Mello Chaguri      |
| Gisela Reimann            | Ingrid Chaguri            |
| Renato Góes               | José Leôncio (jeune)      |
| Bruna Linzmeyer           | Madeleine (jeune)         |
| Letícia Salles            | Filó (jeune)              |
| Malu Rodrigues            | Irma (jeune)              |
| Gabriel Stauffer          | Gustavo (jeune)           |
| Leopoldo Pacheco          | Antero Novaes             |
| Paulo Gorgulho            | Ceci                      |
| Giovana Cordeiro          | Fátima (Generosa)         |
| Raquel Karro              | Jacutinga (jeune)         |
| Túlio Starling            | Francisco (Chico)         |
| Adriano Petermann         | Raimundo                  |
| Jorge Florêncio           | Damião                    |
| Fábio Neppo               | Tião                      |
| Chico Teixeira            | Quim (jeune)              |
| Glicério do Rosário       | Bruno                     |
| Alexandre Moreno          | Fulgêncio                 |
| Esther Dias               | Cândida                   |
| Cleiton Morais            | Rubem                     |
| Paulo Giardini            | Osvaldo                   |
| Orã Figueiredo            | Reginaldo                 |
| Gabriel Manita            | Ari (jeune)               |
| André Rosa Alves          | Otávio                    |
| Raphael Sander            | Marcinho                  |
| Amanda Grimaldi           | Martinha                  |
| Julia Guerra              | Teresa                    |
| Raul Labancca             | Jurandir                  |
| Wagner Brandi             | Dr. Omar                  |
| Espedito Di Montebranco   | Jefferson                 |
| Romeu Benedicto           | Anacleto                  |
| Tero Queiroz              | Zelão                     |
| César Ferrario            | Clemente                  |
| Erom Cordeiro             | Lúcio                     |
| Dai Medeiros              | Teca                      |
| Renato Teixeira           | Quim                      |
| Gláucia Rodrigues         | Ana (Jacutinga)           |
| Jackson Antunes           | Túlio                     |
| Pierre Santos             | Firmino                   |
| Thiago Chagas             | Fabinho                   |
| Raissa Xavier             | Jacira                    |
| Jaedson Bahia             | Barba                     |
| Liza Del Dala             | Miriam                    |
| Antônio Alves             | Galhardo                  |
| Rafa Sieg                 | Solano                    |
| Luciana Borghi            | Dr. Maria Eugênia         |
| Cristiana Oliveira        | invitée de mariage        |
| Ingra Lyberato            | invitée de mariage        |
| Giovanna Gold             | invitée de mariage        |
| Sérgio Reis               | invité de mariage         |
| Drico Alves               | José Leôncio (adolescent) |
| Fred Garcia               | José Leôncio (enfant)     |
| Lucas Oliveira dos Santos | Tadeu (enfant)            |
| Gustavo Corasini          | Tadeu (enfant)            |
| Guilherme Tavares         | Jove (enfant)             |
| Valentina Oliveira        | Juma (enfant)             |
| Valentina Almeida         | Muda (enfant)             |
| Thales Miranda            | José Lucas (enfant)       |
| Lia Luperi                | Maria Leôncio Marruá      |
| Théo Luperi               | Antero Novaes Leôncio     |

## Version française
La version française est assurée par Studio Plug-in au Maroc.
Avec les voix de Gabriel Delmas, Eric Cuvelier, Camille Bechta, Olivier Mutelet, Adrien Caminada, Fanny Dalmau, Mounia Bennis, Serge Barreau, Letizia Costantini, Claire Staub, Hamza Toujiri, Sophie Pastrana, Nawal Lemrini, Jean-Albert Margaine, Nollane Charonnet, Michael Paolinetti, Nathalie Leplay, Vanessa Lefebvre, Martin Girard, Guillaume Escaffre et Nicolas Reydet.